# N-08D
ドコモ タブレット MEDIAS TAB UL N-08D（ドコモ タブレット メディアス タブ ウルトラライト エヌゼロハチディー）は、日本電気（NEC）によって開発された、NTTドコモの第3.9世代移動通信システム（Xi）と第3世代移動通信システム（FOMA）とのデュアルモードタブレット端末である。ドコモ タブレットのひとつ。

## 概要
N-06Dの後継機種で、世界最軽量の249gを実現したタブレットである。製品名の「UL」は、「Ultra Light」の略である。ちなみに、N-06D同様NECカシオ モバイルコミュニケーションズではなくNEC本体が製造・開発している。N-06Dは当初ドコモのカタログでNECカシオ名義となっていたが、本機は当初からNEC名義となっている。メーカーのウェブサイトも、NEC本体側「121ware.com」ではなくNECカシオ側「NEC mobile」にある点、タブレットでありながら通話機能と受話口を備える点もN-06Dと同様。
外装に東レ製の一方向プリプレグ（UDプリプレグ）のカーボンファイバーを採用しており、強度の確保と軽量化を実現している。また、従来のMEDIASシリーズと同じくディスプレイ部分はコーニング社のゴリラガラスを採用している。
電池容量は3100mAh。ただし外れないため、交換は預かり修理となり10,920円かかる。
ただしN-06Dと違い、NOTTV・防水・赤外線通信・おサイフケータイには非対応である。

## 主な機能
| 主な対応サービス                                 | 主な対応サービス                         | 主な対応サービス                       | 主な対応サービス                              |
| ------------------------------------------------ | ---------------------------------------- | -------------------------------------- | --------------------------------------------- |
| タッチパネル／加速度センサー                     | Xi／FOMAハイスピード                     | Bluetooth                              | DCMX／おサイフケータイ／赤外線／トルカ        |
| ワンセグ／モバキャス                             | メロディコール                           | テザリング                             | WiFi IEEE802.11b/g/n                          |
| GPS                                              | spモード／電話帳バックアップ             | デコメール／デコメ絵文字／デコメアニメ | iチャネル                                     |
| エリアメール／ソフトウェアーアップデート自動更新 | デジタルオーディオプレーヤー(WMA)(MP3他) | GSM／3Gローミング（WORLD WING）        | フルブラウザ／Flash Player                    |
| Google Play／dメニュー／dマーケット              | Gmail／Google Talk／YouTube／Picasa      | バーコードリーダ／名刺リーダ           | ドコモ地図ナビ／Google Maps／ストリートビュー |

## 歴史
- 2012年8月28日 - NTTドコモより発表。
- 2012年9月13日 - 事前予約開始。
- 2012年9月20日 - 発売開始[5]。

## 不具合・アップデート
2014年3月3日のアップデート
- 特定のウェブページをブラウザで閲覧中、まれにブラウザが強制終了する場合がある不具合を修正する。
- ビルド番号がA5001911、A5002711、A5003001、A5003111からA5003501になる。

2016年7月20日のアップデート
- まれに端末の動作が遅くなる場合がある。
- ビルド番号がA5001911、A5002711、A5003001、A5003111、A5003501から5003711になる。